# ブラッドリー・カーネル
ブラッドリー・カーネル（Bradley Neil Carnell、1977年1月21日 - ）は、南アフリカの元サッカー選手、サッカー指導者。元南アフリカ代表。ポジションはディフェンダー。

## 来歴
1997年に南アフリカ代表デビュー。2002 FIFAワールドカップではグループステージ全3試合に出場した。2010年までに42試合に出場した。

### 指導者歴
引退後はMLSのニューヨーク・レッドブルズコーチを務め、2020年9月から同年シーズン終了まで暫定監督を務めた。
2022年1月6日、セントルイス・シティSCの監督に就任。2シーズン目は成績が低迷し、2024年7月1日に監督を解任された。
2024年9月1日、ジェシー・マーシュ率いるカナダ代表にアシスタントコーチとしてスタッフ入りした。
2025年1月3日、フィラデルフィア・ユニオン監督に就任。

## 代表歴

### 出場大会
- 南アフリカ代表
  - 2002 FIFAワールドカップ

### 試合数
- 国際Aマッチ 42試合 0得点（1997年-2010年）[1]

| 南アフリカ代表 | 国際Aマッチ | 国際Aマッチ |
| 年             | 出場        | 得点        |
| -------------- | ----------- | ----------- |
| 1997           | 1           | 0           |
| 1998           | 1           | 0           |
| 1999           | 1           | 0           |
| 2000           | 5           | 0           |
| 2001           | 5           | 0           |
| 2002           | 12          | 0           |
| 2003           | 0           | 0           |
| 2004           | 5           | 0           |
| 2005           | 1           | 0           |
| 2006           | 3           | 0           |
| 2007           | 4           | 0           |
| 2008           | 3           | 0           |
| 2009           | 0           | 0           |
| 2010           | 1           | 0           |
| 通算           | 42          | 0           |